# Ashleigh
Ashleigh est un prénom épicène (majoritairement féminin), porté surtout dans les pays anglophones, notamment aux États-Unis.

## Personnalités
Pour les articles sur les personnes portant ce prénom, consulter les listes générées automatiquement pour Ashleigh